# Douglas Greenfield
Douglas „Doug“ Greenfield ist ein US-amerikanischer Ingenieur, der von 1977 bis 2018 für die Dolby Laboratories, Inc. arbeitete. 2004 wurde er mit der John A. Bonner-Medaille ausgezeichnet.

## Leben
Greenfield studierte von 1968 bis 1972 am Eckerd College in St. Petersburg, Florida.
Er wurde 1977 beim Audiotechnikunternehmen Dolby im Büro in San Francisco eingestellt, wo er unter anderem an der Weiterentwicklung der Technik für die Synchronisation und an Rauschunterdrückungsmodulen für MAZ-Geräte arbeitete. Greenfield wirkte auch an der Entwicklung des Rauschunterdrückungsverfahrens Dolby SR mit.
1987 wechselte er ins Dolby-Büro in Los Angeles, um dort im Dolby Stereo Film-Team zu arbeiten. In dieser Position wurde Greenfield zwischen 1988 und 1998 bei der Produktion von über 60 Spielfilmen als technischer (Dolby-)Berater hinzugezogen, in den jeweiligen Filmcredits wurde er dabei zumeist als "Dolby Stereo Consultant" geführt. Bei Dolby war Greenfield zuletzt als Senior Director, Production Services beschäftigt. Im März 2018 verließ er das Unternehmen.
Greenfield ist langjähriges Mitglied der Academy of Motion Picture Arts and Sciences (AMPAS), wo er als Sound Branch Governor sechs Jahre der Tonabteilung der AMPAS vorstand und auch als Vorsitzender des Ausschusses für Kinostandards wirkte. Er gehörte zudem mehrfach dem Science and Technology Council der AMPAS an. Außerdem saß er im Komitee, dass den Umbau des Kinos im neugestalteten Pickford Center for Motion Picture Study ab dem Jahr 2000 verantwortete. Greenfield ist außerdem Mitglied der Audio Engineering Society (AES), der Cinema Audio Society (CAS) und Fellow der Society of Motion Picture and Television Engineers (SMPTE). Bei der SMPTE war er an Maßnahmen zur Standardisierung des digitalen Kinos (SMPTE TC-21DC) beteiligt.

## Filmografie
- 1988: Mörderischer Vorsprung (Shoot to Kill)
- 1988: Die grellen Lichter der Großstadt (Bright Lights, Big City)
- 1988: Kansas
- 1988: Red Heat
- 1988: Zebo, der Dritte aus der Sternenmitte (Earth Girls Are Easy)
- 1988: Sie leben (The Live)
- 1988: Talk Radio
- 1989: For All Mankind – Ein großer Schritt für die Menschheit (For All Mankind, Dokumentarfilm)
- 1989: Johnny Handsome – Der schöne Johnny (Johnny Handsome)
- 1989: Black Rain
- 1989: Der Rosenkrieg (The War of the Roses)
- 1989: Joy Stick Heroes (The Wizard)
- 1990: Tremors – Im Land der Raketenwürmer (Tremors)
- 1990: Jagd auf Roter Oktober (The Hunt for Red October)
- 1990: Die Klasse von 1999 (Class of 1999)
- 1990: Die Stärke der Macht (A Show of Force)
- 1990: Applejuice (Meet the Applegates)
- 1990: Und wieder 48 Stunden (Another 48 Hrs.)
- 1990: Stirb langsam 2 (Die Hard 2)
- 1990: Ghost – Nachricht von Sam (Ghost)
- 1990: Narrow Margin – 12 Stunden Angst (Narrow Margin)
- 1991: The Doors
- 1991: Nameless – Total Terminator (Timebomb)
- 1991: Indian Runner (The Indian Runner)
- 1991: Mein Weihnachtswunsch (All I Want for Christmas)
- 1992: Mein Vetter Winnie (My Cousin Vinny)
- 1992: Basic Instinct
- 1992: Alien 3
- 1992: Boomerang
- 1992: Buffy – Der Vampir-Killer (Buffy the Vampire Slayer)
- 1992: Rapid Fire – Unbewaffnet und extrem gefährlich (Rapid Fire)
- 1993: Best of the Best 2 – Der Unbesiegbare (Best of the Best II)
- 1993: Feuer am Himmel (Fire in the Sky)
- 1993: Jurassic Park
- 1993: Jason Goes to Hell – Die Endabrechnung (Jason Goes to Hell: The Final Friday)
- 1993: Die Addams Family in verrückter Tradition (Addams Family Values)
- 1994: True Lies – Wahre Lügen (True Lies)
- 1994: Wagons East!
- 1994: Woodstock (Dokumentarfilm, 25th Anniversary Director’s Cut)
- 1994: My Fair Lady (Restaurierte Fassung)[7]
- 1995: Before Sunrise
- 1995: Batman Forever
- 1995: Du schon wieder! (French Exit)
- 1995: Stimmen aus der Schattenwelt (Voices)
- 1995: Showgirls
- 1995: Das Empire Team (Empire Records)
- 1995: Bad Guys (Baja)
- 1995: Eins und Eins macht Vier (It Takes Two)
- 1995: Die Piratenbraut (Cutthroat Island)
- 1995: Dracula – Tot aber glücklich (Dracula: Dead and Loving It)
- 1995: Enemies Within
- 1995: Das letzte Duell (Gunfighter’s Moon)
- 1996: Flipping
- 1996: Ultimate Chase – Die letzte Jagd (Adrenalin: Fear the Rush)
- 1996: Mr. Bombastic (A Thin Line Between Love and Hate)
- 1996: Tenchi Muyō! in Love (天地無用 IN LOVE!)
- 1996: Reptile Man (Brittle Glory)
- 1996: Matilda
- 1996: Foxfire
- 1996: Curdled – Der Wahnsinn (Curdled)
- 1996: Omega Doom
- 1997: Lost Highway
- 1997: Love Jones
- 1998: Immer noch ein seltsames Paar (The Odd Couple II)
- 1998: Dr. Dolittle
- 1998: Dead Man on Campus
- 1998: American Dragons – Blutige Entscheidung (American Dragons)

## Auszeichnungen
- 2004: Auszeichnung mit der John A. Bonner-Medaille (Medal of Commendation) in „Anerkennung der herausragenden Leistungen und des Engagements bei der Aufrechterhaltung der hohen Standards der Academy of Motion Picture Arts and Sciences“[8]
- 2012: Auszeichnung mit der Samuel L. Warner Memorial Medal der SMPTE für „seine aktive Beteiligung an Wissenschaft und Praxis des modernen Kinotons und für sein unermüdliches berufliches Engagement zur Unterstützung anderer in diesem Bereich.“[9]